# Siva Kaneswaran
Siva Michael Kaneswaran (Corduff, Blanchardstown, Dublín, 16 de noviembre de 1988) es un cantante irlandés, conocido por ser miembro de la boy band The Wanted.

## Biografía
Kaneswaran nació y creció en Corduff, Blanchardstown, Dublín, con un padre singapurense de ascendencia tamil de Sri Lanka y una madre irlandesa. Tiene un hermano gemelo, Kumar, y otros seis hermanos. Kaneswaran comenzó a modelar a los 16 años y apareció en varios anuncios y consiguió un contrato con Storm Model Management. Kaneswaran participó en Rock Rivals, televisado en ocho episodios entre el 17 de marzo y el 23 de abril de 2008.  Su hermano también participó. Kaneswaran interpretó el papel de Carson Coombs y su hermano el de Caleb Coombs. Los hermanos también aparecieron brevemente en un episodio de Uncle Max . El episodio "El tío Max juega al tenis" se emitió el 11 de julio de 2008. Kaneswaran fue descubierto a través de sus campañas de modelaje y posteriormente reclutado para la banda. Es el hermano menor del exmiembro de Dove y ex concursante de Popstars: The Rivals, Hazel Kaneswaran.

## Carrera musical
En 2009, Siva fue seleccionado entre miles de audiciones para ser miembro de The Wanted, originalmente manejado por Jayne Collins y firmado con Geffen Island Mercury. La banda luego firmó contrato a nivel mundial con las subsidiarias Universal Music, Island Records y Mercury Records, y fue administrada por Scooter Braun. El álbum debut de la banda, The Wanted, fue lanzado el 25 de octubre de 2010 y alcanzó el puesto número cuatro en la lista de álbumes del Reino Unido . Su segundo éxito número uno, «Glad You Came», encabezó la lista de sencillos en el Reino Unido durante dos semanas y en Irlanda durante cinco semanas. A principios de 2012, "Glad You Came" vendería 3 millones de copias en los Estados Unidos y alcanzaría el número tres en el Billboard Top 100 Chart de Estados Unidos, así como el número dos en el Canadian Hot 100. Los sencillos siguientes de The Wanted, "Chasing the Sun" y "I Found You", encabezaron la lista Billboard Hot Dance Club Songs. Siva ha coescrito varias canciones con The Wanted, en particular "Say It on the Radio", "I Want It All" (de su segundo álbum Battleground) y "Demons" (de su tercer álbum Word of Mouth). En 2014, The Wanted anunció su pausa.
En 2015, Kaneswaran hizo una aparición en el video musical del sencillo "Love", de Diz and the Fam, un grupo en el que participó junto con Dash Mihok. A finales de 2014, realizó otra gira con The Wanted en México.
En 2016, Kaneswaran escribió la canción "You're Not Alone" para el Festival de la Canción de Eurovisión 2016, interpretada por Joe y Jake. En 2017, ganó la primera serie de Celebrity Hunted con su compañero de banda Jay McGuiness.
En septiembre de 2019, Kaneswaran lanzó su sencillo debut en solitario, "Breathe In". En noviembre de 2020, lanzó otro sencillo, "Ready For This Love". En septiembre de 2021, lanzó otro sencillo, "Syrup".
En 2023, Kaneswaran fue concursante de la decimoquinta temporada de Dancing on Ice.

## Respaldos
Kaneswaran firmó con Storm Model Management a la edad de 16 años y se convirtió en el rostro de varias campañas internacionales. Kaneswaran ha aparecido en varias revistas de moda, incluidas British Vogue, Cosmopolitan y Esquire.
En 2013, Kaneswaran firmó con Next Model Management.
Cuando Siva firmó con Storm Model Management en el Reino Unido, pronto comenzó a actuar en Rock Rivals y Uncle Max.
En 2015, Kaneswaran firmó con la Agencia para las Artes Escénicas y Untitled Management.

## Vida personal
Kaneswaran se comprometió con la diseñadora de zapatos de lujo Nareesha McCaffrey en 2013, y se casaron en 2015.
New York Times mencionó que Kaneswaran invirtió en la empresa tecnológica emergente The Muse.
Se asoció con Dash Mihok para apoyar a la Asociación del Síndrome de Tourette. También es partidario de Girl2B, una organización en Calcuta, India, que ofrece un refugio seguro para que las niñas sin hogar puedan vivir y crecer.
En 2013, Kaneswaran protagonizó la serie de telerrealidad del canal E! The Wanted Life.

## Filmografía
- Uncle Max (2006)
- British Rock Rival como Carson Coombs (2008)
- The Wanted Life (2013)